# Crocifissione (Lotto)

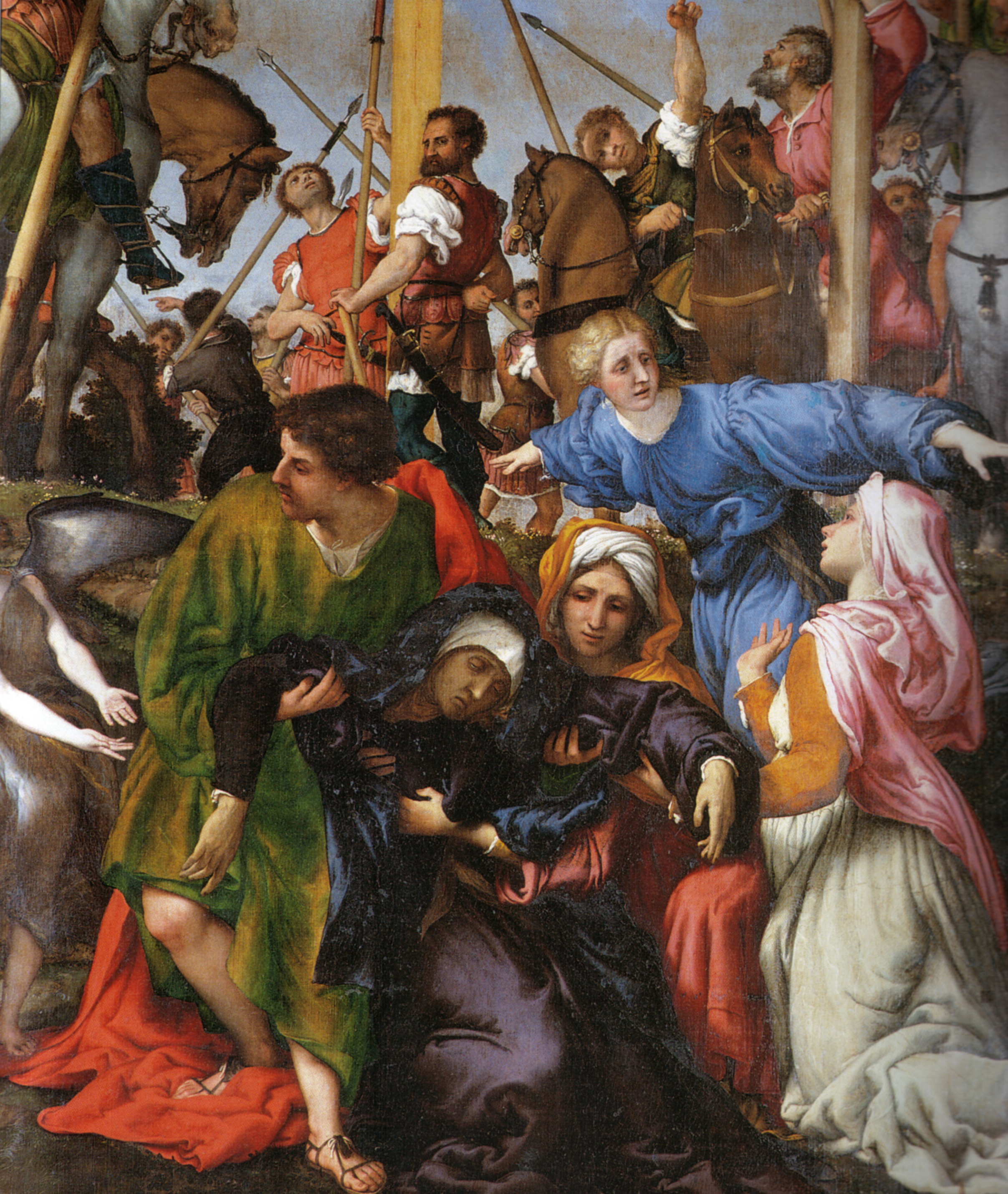
Dettaglio

La Crocifissione è un dipinto a olio su tela (425,5x248 cm) di Lorenzo Lotto, datato al 1529 - 1534 e conservato nella chiesa di Santa Maria della Pietà in Telusiano a Monte San Giusto (MC). È firmato "Lotus 1531", ma le ultime due cifre non sono originali.

## Storia
Il dipinto fu commissionato dal vescovo di Chiusi e legato apostolico Niccolò Bonafede per l'altare maggiore della chiesa, che era stata consacrata nel 1529 a spese proprio del Bonafede.
Dopo il restauro del 1981 si è scoperta la ridipintura sulla data, che ha fatto riconsiderare la cronologia della pala. Alcuni oggi ritengono che venne completata tra il 1533 e il 1534, appena prima della morte del Bonafede, quando Lotto si era trasferito nelle Marche per attendere a commissioni locali. La cornice fu realizzata su disegno dello stesso Lotto ed è stata restaurata nel 1996.
L'opera era molto amata da Berenson, che l'aveva definita "il capolavoro del Lotto, l'opera sia più ambiziosa come concezione che più drammatica e vigorosa nella resa" e ancora: "la più bella rappresentazione del Calvario del Rinascimento".

## Descrizione e stile
Il tema richiesto dal committente era quello della Pietà, perché legato al titolo della chiesa. Tuttavia il Lotto preferì sviluppare il tema in una doppia rappresentazione, della Crocifissione e dello svenimento della Vergine, che si fondono con una sapiente regia, in un turbine di figure.
La Croce di Cristo, indicata dalle lance, è il fulcro e l'asse della rappresentazione, sotto la quale avviene la scena del deliquio angoscioso di Maria, la cui posa richiama, non a caso, quella della crocifissione. Attorno ad essa si trovano le pie donne e san Giovanni, mentre a sinistra il committente inginocchiato è presentato da un angelo. Al di là di una quinta, composta da una collinetta raccordata spazialmente in maniera espressiva, che prescinde da un'esatta misurazione prospettica, si sviluppa il Calvario, con le tre croci tra soldati a cavallo e altri personaggi. In alto la figura di Cristo si staglia sul cielo livido, tra i corpi drammaticamente contorti dei ladroni, dei quali non si scorge il volto. L'uomo al centro, che si gira verso lo spettatore, è stato indicato come un autoritratto del Lotto.
La sensazione è quella di una drammatica coralità, accresciuta dalle linee convergenti che sottolineano i punti focali, mentre tutt'intorno i gruppi di figure creano un vorticoso movimento, per la varietà delle pose, tutte diverse ma tutte coerenti. Alcuni ampi e sgargianti campi di colori creano un ritmo fatto di pause, con un gioco di luci e ombre quasi astratto, tipico delle opere marchigiane della tarda maturità dell'artista.